# Donacoscaptes dentilineatella
Donacoscaptes dentilineatella là một loài bướm đêm trong họ Crambidae.